# Richard McMurray
Richard McMurray (* 9. September 1916 in Lancaster, Pennsylvania; † 12. Dezember 1984 in Burbank, Kalifornien) war ein US-amerikanischer Schauspieler.

## Leben
Richard McMurray wurde 1916 in Lancaster, im US-Bundesstaat Pennsylvania geboren. Er war der Sohn von Lloyd Elmer McMurray und Elisabeth Rachel Showalter. Im Zweiten Weltkrieg diente er als Pilot.
Seinen ersten Auftritt absolvierte McMurray 1949 bis 1951 in zwei Folgen der Fernsehserie The Big Story. 1962 folgte sein Spielfilmdebüt in dem Film David und Lisa. In der Fernsehserie Zeit der Sehnsucht hatte er 1968 bis 1977 eine wiederkehrende Rolle.
Er war mit den Schauspielerinnen Beatrice Seckler (14. Februar 1940–1950), Jane Hoffman (1950–April 1969) und Lesley Woods (ab 14. Juni 1970) verheiratet. Mit seiner zweiten Ehefrau hatte er einen Sohn, den Schauspieler Sam McMurray.

## Filmografie
- 1949, 1951: The Big Story (Fernsehserie, 2 Folgen)
- 1950: Escape (Fernsehserie, Folge 1x01)
- 1950: Kraft Television Theatre (Fernsehserie, Folge 3x32)
- 1950: Stage 13 (Fernsehserie, Folge 1x03)
- 1950: Lights Out (Fernsehserie, Folge 2x37)
- 1950: Colgate Theatre (Fernsehserie, Folge 2x38)
- 1950: Cameo Theatre (Fernsehserie, Folge 1x09)
- 1950: The Web (Fernsehserie, Folge 1x09)
- 1950–1952: Westinghouse Studio One (Fernsehserie, 5 Folgen)
- 1951: The Prudential Family Playhouse (Fernsehserie, Folge 1x11)
- 1951: Big Town (Fernsehserie, Folge 1x40)
- 1951: Out There (Fernsehserie, Folge 1x07)
- 1952: Lux Video Theatre (Fernsehserie, Folge 2x44)
- 1952: Hallmark Hall of Fame (Fernsehserie, 2 Folgen)
- 1952: The Doctor (Fernsehserie, Folge 1x18)
- 1953: Robert Montgomery Presents (Fernsehserie, Folge 4x27)
- 1953: Inside Detective (Rocky King detective, Fernsehserie, Folge 4x50)
- 1960: Deadline (Fernsehserie, Folge 1x35)
- 1961: The Witness (Fernsehserie, Folge 1x15)
- 1961: The Edge of Night (Fernsehserie, Folge 1x1416)
- 1962: David und Lisa (David and Lisa)
- 1965: The Trials of O’Brien (Fernsehserie, Folge 1x10)
- 1965: The Nurses (Fernsehserie, 5 Folgen)
- 1966: Dr. Kildare (Fernsehserie, Folge 5x57)
- 1966: Hawk (Fernsehserie, Folge 1x07)
- 1967: Das Geheimnis der blauen Krone (Coronet Blue, Fernsehserie, Folge 1x07)
- 1967: Wettlauf mit dem Tod (Run for Your Life, Fernsehserie, Folge 3x15)
- 1968: Der Schwimmer (The Swimmer)
- 1968: Der Strafverteidiger (Judd, for the Defense, Fernsehserie, eine Folge)
- 1968–1977: Zeit der Sehnsucht (Days of Our Lives, Fernsehserie, 89 Folgen)
- 1969: Bezaubernde Jeannie (I Dream of Jeannie, Fernsehserie, Folge 5x06 Junggesellenparty: Streng geheim!)
- 1970: Bracken’s World (Fernsehserie, Folge 1x25)
- 1970: Rache aus dem Knast (Zig Zag)
- 1970: San Francisco Airport (San Francisco International Airport, Fernsehserie, Folge 1x01)
- 1972: 1776 – Rebellion und Liebe (1776)
- 1973: So Long, Blue Boy
- 1973: Message to My Daughter (Fernsehfilm)
- 1975: Rancho Deluxe
- 1975: Dr. med. Marcus Welby (Marcus Welby, M.D., Fernsehserie, Folge 7x03 Ungeschminkte Wahrheit)
- 1976: Maude (Fernsehserie, Folge 5x01)
- 1976: Der Fall Gary Powers (Francis Gary Powers: Story of the U-2 Spy Incident, Fernsehfilm)
- 1976: The Quest (Fernsehserie, Folge 1x05)
- 1977: Visions (Fernsehserie, Folge 2x04)
- 1977: Drei Engel für Charlie (Charlie’s Angels, Fernsehserie, Folge 2x08 Engel in Nöten)
- 1977: Die Tony Randall Show (The Tony Randall Show, Fernsehserie, Folge 2x11)
- 1979: Quincy (Quincy, M.E., Fernsehserie, Folge 5x10)
- 1979: Chandler erfindet Marlowe (Fernsehfilm)
- 1980: Wie ein wilder Stier (Raging Bull)
- 1981: Ein Montag im Oktober (First Monday in October)
- 1982: Unter der Sonne Kaliforniens (Knots Landing, Fernsehserie, Folge 4x02 Daniel/Happy End)
- 1982: Seven Brides for Seven Brothers (Fernsehserie, Folge 1x12)
- 1984: The Bear